# Polik (powiat garwoliński)
Polik – wieś sołecka w Polsce położona w województwie mazowieckim, w powiecie garwolińskim, w gminie Maciejowice.
W latach 1975–1998 miejscowość należała administracyjnie do województwa siedleckiego.
Na terenie wsi znajduje się cmentarz żołnierzy niemieckich i rosyjskich, poległych w I wojnie światowej. Żołnierze są pochowani w siedmiu mogiłach zbiorowych, natomiast miejsce pochówku porucznika Jordana Waltera upamiętnia betonowy nagrobek.
Wierni Kościoła rzymskokatolickiego należą do parafii Wniebowzięcia Najświętszej Maryi Panny w Maciejowicach.